# Leptodon forbesi
Leptodon forbesi (лат.) — вид хищных птиц из семейства ястребиных (Accipitridae). Подвидов не выделяют. Эндемик Бразилии. До начала 2000-х годов Leptodon forbesi считался разновидностью L. cayanensis, но морфологические и другие данные позволили выделить его в отдельный вид. Видовое название дано в честь сэра Виктора Уолтера Форбеса (Sir Victor Courtenay Walter Forbes, 1889—1958), британского дипломата в Мексике, Испании и Перу. Биология практически не изучена.

## Описание
Leptodon forbesi — небольшой коршун длиной около 50 см и массой 550—580 г. Голова белого цвета, макушка и бока шеи серого цвета и обычно не видны в полевых условиях. Верхняя часть тела чёрного цвета. Хвост чёрный с беловатым кончиком и широкой белой полосой посередине (иногда с двумя белыми полосами и узкой чёрной полосой между ними). Перья лопаток, второстепенные маховые перья и низ первостепенных маховых с широкими белыми окончаниями. Нижняя часть тела и нижние кроющие перья крыльев белого цвета. Клюв чёрный. Восковица и окологлазное кольцо от пепельно-серого до светло-серого цвета. Радужная оболочка тёмная.
В полёте издаёт короткие «kua-kua-kua-kua» с частотой четыре крика в секунду сериями по 10—20 повторений. Во время брачных демонстрационных полётов можно услышать маукающие крики «eeeAAW».

## Охранный статус
МСОП первоначально включал Leptodon forbesi в категорию «Виды на грани исчезновения», но с 2017 года присвоил ему статус «Вымирающие виды». Ареал вида очень мал и фрагментирован, и считается, что численность популяции, насчитывающей от 250 до 1000 половозрелых особей, сокращается. Большая часть его первоначальной среды обитания была расчищена, главным образом для нужд сельского хозяйства, и фрагментация местообитаний продолжается.